# أدوية مضادة للهوس
الأدوية المضادة للهوس هي أدوية نفسية المفعول تستخدم لعلاج أعراض الهوس. على الرغم من وجود أسباب مختلفة للهوس، إلا أن أغلبها يكون بسبب الاضطراب ثنائي القطب، وبالتالي فإن الأدوية المضادة للهوس تشبه في الغالب الأدوية التي تعالج الاضطراب ثنائي القطب. منذ سبعينيات القرن العشرين، تم استخدام الأدوية المضادة للهوس خصيصًا للتحكم في الارتفاع غير الطبيعي للمزاج أو تقلب المزاج أثناء نوبات الهوس. أحد أغراض الأدوية المضادة للهوس هو تخفيف أو تقصير مدة الهوس الحاد. الهدف الآخر هو منع المزيد من دورات الهوس والحفاظ على التحسن الذي تم تحقيقه خلال النوبة الحادة. آلية عمل الأدوية المضادة للهوس لم تُعرف بشكل كامل بعد، ويُقترح أنها تؤثر في الغالب على الناقلات العصبية الكيميائية في الدماغ. ومع ذلك، يجب استشارة الطبيب أو الصيدلي عند استخدام الأدوية المضادة للهوس، وذلك بسبب آثارها الجانبية وتفاعلاتها مع الأدوية والأغذية الأخرى.

## قائمة الأدوية
فيما يلي قائمة بالأدوية المضادة للهوس الشائعة.
| أول خط للعلاج          | أول خط للعلاج      |
| ---------------------- | ------------------ |
| الليثيوم               | كاربونات الليثيوم  |
| الليثيوم               | سترات الليثيوم     |
| فالبروات (مضاد اختلاج) | فالبروتات الصوديوم |
| فالبروات (مضاد اختلاج) | حمض الفالبروات     |
| أدوية شائعة أخرى       |                    |
| مضادات الاختلاج        | كاربامازبين        |
| مضادات الاختلاج        | غابابنتين          |
| مضادات الاختلاج        | لاموتريجين         |
| مضادات الذهان          | أسيانابين          |
| مضادات الذهان          | هالوبيريدول        |
| مضادات الذهان          | أولانزابين         |
| مضادات الذهان          | كيتيابين           |
| مضادات الذهان          | ريسبيريدون         |
| مضادات الذهان          | زيبراسيدين         |

## آلية العمل

### الليثيوم
الآلية الدقيقة لعمل الليثيوم غير معروفة حاليًا.
التأثير الكلي للليثيوم يرجع على الأرجح إلى تحفيز النقل العصبي المثبط وتثبيط النقل المثير. يُقترح أن يؤثر الليثيوم على أنظمة الناقلات العصبية المتعددة بما في ذلك النورادرينالين والدوبامين والسيروتونين وحمض غاما أمينوبوتيريك، إلى جانب أنظمة الرسول الثاني بما في ذلك أحادي فوسفات الأدينوزين الحلقي وأحادي فوسفات الغوانوزين الحلقي. في المرضى الذين يعانون من اضطراب ثنائي القطب، يبدو أن الليثيوم يزيد من تكوين الخلايا العصبية وعوامل الحماية العصبية. قد يحافظ الليثيوم أيضًا على المادة الرمادية القشرية أو يزيد منها، وسلامة المادة البيضاء وما إلى ذلك.

### مضادات الاختلاج
على الرغم من أن بعض آليات عمل مضادات الاختلاج لا تزال غير معروفة أو مشتبه بها، إلا أن هناك عدة أنواع من آليات العمل. الآلية الأكثر شيوعًا هي التأثير على قنوات الصوديوم المعتمدة على الجهد، والتي يعتمدها بشكل أساسي كل من كاربامازيبين ولاموتريجين. وتشمل الآليات الأخرى التأثير على تيارات الكالسيوم ونشاط GABA ومستقبلات الغلوتامات.

### مضادات الذهان
آلية عمل معظم مضادات الذهان هي انسداد ما بعد التشابك لمستقبلات الدوبامين D2 في الدماغ. ترتبط مضادات الذهان من الجيل الثاني أيضًا بمستقبلات السيروتونين 5HT2 بألفة عالية، وهو ما يُقترح أنه السبب في انخفاض خطر الآثار الجانبية خارج السبيل الهرمي مقارنة بمضادات الذهان من الجيل الأول.

## الاستخدام السريري
الأدوية المضادة للهوس هي أدوية تستخدم كمثبتات مزاجية في الحالات النفسية مثل الاضطراب الثنائي القطب والفصام. بالإضافة إلى ذلك، تتحكم بعض العوامل المضادة للهوس في النشاط الكهربائي غير الطبيعي في الدماغ وتستخدم لعلاج الحالات العصبية مثل الصرع وألم العصب ثلاثي التوائم.
تتحكم الأدوية المضادة للهوس في الهوس، وهو مزاج مبتهج ومتحمس للغاية يرتبط بالاضطرابات النفسية. تتحكم العوامل المضادة للهوس أيضًا في تقلصات العضلات اللاإرادية أو الألم الناجم عن الإطلاق غير الطبيعي للخلايا العصبية. تعمل العوامل المضادة للهوس عن طريق تنظيم التوازن الكيميائي والنشاط والنشاط الكهربائي في الدماغ.

## الآثار السلبية

### الليثيوم
تشمل الآثار الضارة الشائعة للليثيوم الغثيان والصداع والإسهال والقيء. عندما يزيد تركيز الليثيوم في المصل إلى 1.5 مليمول/لتر، قد يحدث التسمم. وهذا يؤدي إلى فقدان التنسيق والنعاس والضعف وتداخل الكلام وعدم وضوح الرؤية. قد تحدث أيضًا المزيد من التأثيرات الضارة بما في ذلك إيقاع القلب الفوضوي ونشاط موجة الدماغ مع النوبات عندما يزيد تركيز الليثيوم في المصل إلى 2 مليمول / لتر. قد يؤدي الاستخدام المطول للليثيوم إلى الإضرار بقدرة الجسم على الاستجابة بشكل صحيح لهرمون فاسوبريسين (ADH)، الذي يحفز إعادة امتصاص الماء. وهذا يؤدي إلى مرض السكري الكاذب، وهو اضطراب يتميز بالبوال والعطاش. تشمل الآثار الضارة الأخرى للليثيوم أيضًا الرعشة وزيادة الوزن.
يمكن حل سمية الليثيوم الناتجة عن الجرعة الزائدة عن طريق الديال الدموي، والذي يزيل الليثيوم الزائد من الدم باستخدام جهاز غسيل الكلى.

### مضادات الاختلاج
قد تسبب معظم مضادات الاختلاج اضطرابات خفيفة في الجهاز العصبي المركزي، والتي تشمل الدوخة والنعاس والصداع والغثيان. بعض مضادات الاختلاج مثل جابابنتين قد تؤدي إلى عدم الراحة في الجهاز الهضمي، مثل الإمساك والإسهال. بالنسبة لحمض الفالبرويك، قد تحدث آثار ضارة أكثر خطورة مثل اختلال وظائف الكبد. تشمل العلامات القيء المستمر وآلام البطن وفقدان الشهية واليرقان والوذمة وفقدان السيطرة على النوبات.

### مضادات الذهان
قد يؤدي استخدام مضادات الذهان إلى الإثارة وعدم انتظام ضربات القلب والتخدير والعجز الجنسي وزيادة الوزن واحتباس البول والقيء. قد يحدث أيضًا انخفاض ضغط الدم، وهو ما يرتبط بالجرعة المستخدمة.

## التفاعلات مع الأدوية و/أو الأطعمة الأخرى

### الليثيوم
يجب تجنب الاستخدام المتزامن للليثيوم مع عدة أنواع من الأدوية، لأن هذه الأدوية تزيد من تركيز الليثيوم في الجسم وبالتالي تزيد من خطر تسمم الليثيوم، بما في ذلك الأدوية الخافضة للضغط، مضادات الالتهاب غير الستيروئيدية، مثبطات الإنزيم المحول للأنجيوتنسين والمضادات الحيوية. بالنسبة للأدوية الخافضة للضغط، تسبب مدرات البول فقدان الصوديوم، مما يقلل من التصفية الكلوية لليثيوم، في حين تم الإبلاغ أيضًا عن أعراض تسمم الليثيوم عند استخدام ميثيل دوبا مع الليثيوم. مضادات الالتهاب غير الستيروئيدية لها تأثيرات مشابهة لأدوية مدرات البول، مما يقلل من تصفية الكلى من الليثيوم.
بعض الأدوية الأخرى تقلل من تركيز الليثيوم في الجسم، مما يقلل من فعالية الليثيوم، بما في ذلك فيراباميل، مدرات البول الأسموزي، مثبطات الأنهيدراز الكربونيك، الكافيين والثيوفيلين.

### مضادات الاختلاج
بالمقارنة مع مضادات الاختلاج الأخرى، من المرجح أن يكون للفالبروات والكاربامازيبين تفاعلات مع أدوية أخرى بسبب النشاط الأنزيمي العالي للسيتوكروم P450. يثبط فالبروات إنزيمات CYP ويزيد من تركيزات الأدوية التي يتم تعطيلها بواسطة هذه الإنزيمات في الجسم. الكاربامازيبين هو محفز قوي لعدة أنواع من إنزيمات السيتوكروم P450، وبالتالي يقلل من تأثير الأدوية التي يتم استقلابها أيضًا بواسطة هذه الإنزيمات. تشمل الأدوية المتضررة الكورتيكوستيرويدات، ومثبطات إعادة امتصاص السيروتونين الانتقائية، وحاصرات قنوات الكالسيوم، وموانع الحمل الفموية، والوارفارين وما إلى ذلك.
قد يتم تثبيط استقلاب مضادات الاختلاج بواسطة مضادات الاكتئاب ومضادات الذهان، مما يزيد من تركيزات مضادات الاختلاج في الجسم، مما يؤدي بدوره إلى زيادة الآثار الضارة لمضادات الاختلاج. يتأثر البروتين السكري P أو الناقلات الأخرى مثل يوريدين ثنائي فوسفات جلوكورونوسيل ترانسفيراز بمضادات الاختلاج. وهذا يغير تركيز الأدوية التي تنقلها هذه البروتينات في الدم. فالبروات هو دواء يرتبط على نطاق واسع ببروتينات البلازما، وبالتالي سوف يحل محل أو تحل محله الأدوية شديدة الارتباط بالبروتين مثل الساليسيلات والنابروكسين والديازيبام. قد تؤثر مضادات الاختلاج أيضًا على بعضها البعض، على الرغم من أن هذه التفاعلات تكون متواضعة بشكل عام لأنها يمكن أن تعوض عادة عن أي انخفاض قد يحدث في فعالية مضادات الاختلاج.

### مضادات الذهان
تعتمد مضادات الذهان على إنزيمات السيتوكروم P450 لعملية التمثيل الغذائي. إن تناول الأدوية المحفزة والمثبطة لهذه الإنزيمات بشكل متزامن قد يزيد أو يقلل من تركيزات مضادات الذهان في الجسم، وقد يكون تغيير الجرعة ضروريًا للحفاظ على فعالية مضادات الذهان.
قد يكون لدى أسينابين وكيتيابين تفاعلات مع الأدوية التي لها آثار جانبية مماثلة، مثل التخدير، أو تأثيرات مضادات الكولين، أو زيادة الوزن، أو انخفاض ضغط الدم، أو مرض باركنسون، مما قد يسبب آثارًا جانبية أكثر خطورة. قد يتأثر أولانزابين بدخان السجائر، في حين أن زيبراسيدون قد يسبب إطالة فترة كيو تي إذا تم استخدامه مع أدوية أخرى لها تأثيرات قلبية مماثلة.